# Список послов СССР и России в Чаде
В статье представлен список послов СССР и России в Республике Чад.

## Хронология дипломатических отношений
- 24 ноября 1964 г. — установление дипломатических отношений на уровне посольств.
- 2 апреля 1980 г. — деятельность посольства СССР в Чаде приостановлена.
- В 1980—1990 гг. — послами в Чаде по совместительству назначались послы в Камеруне

## Список послов
| Срок полномочий                    | Посол                          | Годы жизни | Вручение верительных грамот | Примечания                            |
| ---------------------------------- | ------------------------------ | ---------- | --------------------------- | ------------------------------------- |
| СССР                               |                                |            |                             |                                       |
| 21 мая 1965 — 29 июля 1969         | Валентин Петрович Вдовин       | 1927—2015  | 28 августа 1965             |                                       |
| 29 июля 1969 — 18 сентября 1974    | Евгений Викторович Нерсесов    | 1921—2009  | 25 октября 1969             |                                       |
| 18 сентября 1974 — 24 ноября 1977  | Аркадий Васильевич Соколов     | 1923—2005  | 28 октября 1974             |                                       |
| 24 ноября 1977 — 24 сентября 1979  | Иван Иванович Марчук           | 1922—1986  | 13 декабря 1977             |                                       |
| 29 октября 1979 — 1986             | Спартак Сергеевич Зыков        | 1925—2005  | 29 января 1980              | С 3 ноября 1980 — по совместительству |
| 1986 — 18 октября 1990             | Владимир Иванович Фёдоров      | род. 1929  |                             | По совместительству                   |
| 24 сентября 1990 — 25 декабря 1991 | Владимир Герасимович Филатов   | 1931—2005  |                             |                                       |
| Российская Федерация               |                                |            |                             |                                       |
| 25 декабря 1991 — 22 апреля 1992   | Владимир Герасимович Филатов   | 1931—2005  |                             |                                       |
| 31 декабря 1992 — 21 апреля 1997   | Геннадий Владимирович Гуменюк  | род. 1939  |                             |                                       |
| 21 апреля 1997 — 22 августа 2000   | Валерий Павлович Воробьёв      | род. 1945  |                             |                                       |
| 22 августа 2000 — 2 апреля 2003    | Александр Иванович Панкратов   | 1946—2003  |                             |                                       |
| 27 января 2004 — 7 августа 2009    | Владимир Николаевич Мартынов   | род. 1951  |                             |                                       |
| 14 января 2010 — 17 декабря 2015   | Владимир Иванович Прыгин       | род. 1948  | 20 апреля 2010              |                                       |
| 17 декабря 2015 — 26 октября 2022  | Александр Михайлович Чвыков    | род. 1959  | 19 апреля 2016              |                                       |
| 26 октября 2022 — настоящее время  | Владимир Григорьевич Соколенко | род. 1953  | 13 января 2023              |                                       |